# Filmåret 1980

## Händelser

### December
- 2 december – Ett svenskt TV-program där bland annat avsnitt ur filmen Motorsågsmassakern visas, vilket utlöser debatt om videovåldet [1].

### Okänt datum
- Svenska tidningen Aftonbladet avslöjar att Ingmar Bergman tänker spela in en film i Sverige, en storproduktion med Erland Josephson i huvudrollen och med arbetsnamnet Fanny och Alexander.

## Årets filmer

### A - G
- Atlantic City, U.S.A.
- Barna från Blåsjöfjället
- Barnens ö
- Blomstrande tider
- Blues Brothers, The
- Cannibal Holocaust
- Den enes död...
- Drömmen om ett annat liv
- Dårfinkarna
- Fame
- Flygnivå 450
- Foxes – tjejmaffian
- Fredagen den 13:e
- Fågeln och tyrannen

### H - N
- Karl-Alfred
- La casa sperduta nel parco (The House on the Edge of the Park)
- Lyckliga vi
- Madicken på Junibacken[2]
- Marmeladupproret
- Monty Pythons galna värld

### O - U
- Prins Hatt under jorden
- Rymdimperiet slår tillbaka[3]
- Shining, The[4]
- Sista varningen
- Sommaren med Wanja
- Spegeln sprack från kant till kant
- Sverige åt svenskarna
- Swedenhielms
- Sällskapsresan[5]
- The Blues Brothers
- Titta vi flyger[6]
- Tjuren från Bronx[7]
- Tom Horn
- Trollsommar
- Tvingad att leva
- Vem ska trösta knyttet? (tecknad)

### V - Ö
- Xanadu

## Oscarspriser(i urval)
| Kategori                   | Vinnare                                                            |
| -------------------------- | ------------------------------------------------------------------ |
| Bästa film                 | En familj som andra (Ordinary People)                              |
| Bästa regi:                | Robert Redford ( En familj som andra)                              |
| Bästa manliga huvudroll:   | Robert De Niro (Tjuren från Bronx)                                 |
| Bästa kvinnliga huvudroll: | Sissy Spacek (Loretta)                                             |
| Bästa manliga biroll:      | Timothy Hutton (En familj som andra)                               |
| Bästa kvinnliga biroll:    | Mary Steenburgen (Melvin och Howard)                               |
| Bästa utländska film:      | Moskva tror inte på tårar (Moskva slezam ne verit) (Sovjetunionen) |

För komplett lista se Oscarsgalan 1981.

## Födda
- 8 januari – Rachel Nichols, amerikansk skådespelerska.
- 14 januari – Peter Eggers, svensk skådespelare.
- 17 januari – Zooey Deschanel, amerikansk skådespelare.
- 12 februari – Christina Ricci, amerikansk skådespelare.
- 5 mars – Sanna Bråding, svensk skådespelare.
- 8 april – Adam Brody, amerikansk skådespelare.
- 12 maj – Gustaf Skarsgård, svensk skådespelare.
- 15 maj – Tilde Fröling, svensk skådespelare.
- 19 maj – Drew Fuller, amerikansk skådespelare och fotomodell.
- 1 april – Bijou Phillips, amerikansk skådespelare.
- 23 juni – Matias Padin Varela, svensk skådespelare.
- 26 juni – Jason Schwartzman, amerikansk skådespelare.
- 1 juli – Gisele Bündchen, brasiliansk fotomodell och skådespelare.
- 10 juli – Jessica Simpson, amerikansk sångerska och skådespelare.
- 2 augusti – Nadia Bjorlin, amerikansk skådespelare.
- 3 september – Andreas La Chenardière, svensk skådespelare.
- 26 oktober – Diana DeVoe, amerikansk skådespelare och regissör inom pornografisk film.
- 29 oktober – Ben Foster, amerikansk skådespelare.
- 31 oktober
  - Samaire Armstrong, amerikansk skådespelare.
  - Eddie Kaye Thomas, amerikansk skådespelare.
- 12 november – Ryan Gosling, kanadensisk skådespelare.
- 27 november – Andreas Hoffer, svensk skådespelare, känd från Sunes sommar.
- 19 december – Jake Gyllenhaal, amerikansk skådespelare.
- 30 december – Eliza Dushku, amerikansk skådespelare.

## Avlidna
- 4 januari – Harald Heide Steen, norsk skådespelare.
- 19 januari – Ingeborg Bengtson, svensk skådespelare.
- 13 februari – David Janssen, amerikansk skådespelare.
- 29 februari – Tore Lindwall, svensk skådespelare.
- 6 april – Nils Ericson, svensk skådespelare och sångare.
- 12 april – Sonja Wigert, norsk-svensk skådespelare.[8]
- 17 april
  - Stig Cederholm, skapare av Åsa-Nisse.[8]
  - Alf Sjöberg, svensk filmregissör.[8]
- 29 april – Sir Alfred Hitchcock, brittisk regissör.
- 21 maj – Ingrid Foght, svensk skådespelare.
- 27 maj – Karin Granberg, svensk skådespelare.
- 4 juni – Lena Gester, svensk skådespelare.
- 7 juni – Henry Lindblom, svensk sångare, skådespelare och tv-man.
- 8 juni – Ernst Busch, tysk skådespelare, sångare och regissör.
- 18 juni – Eva Wikman, svensk skådespelare.
- 20 juni – Algot Larsson, svensk skådespelare.
- 23 juni – Elsa Wallin, svensk operettsångerska och skådespelare.
- 24 juli – Peter Sellers, brittisk skådespelare.[8]
- 20 augusti – Naemi Briese, svensk sångerska och skådespelare.
- 26 augusti – Tex Avery, amerikansk animatör, filmregissör, skådespelare och manusförfattare.
- 27 augusti – Carl von Haartman, finländsk skådespelare och regissör.
- 3 september – Dirch Passer, dansk skådespelare och manusförfattare.
- 14 september – Inga-Bodil Vetterlund, svensk skådespelare.
- 20 september – Arne Källerud, svensk skådespelare
- 7 november – Steve McQueen, 50, amerikansk skådespelare.[8]
- 22 november – Mae West, amerikansk skådespelare.[8]
- 24 november – George Raft, 85, amerikansk skådespelare.[8]
- 2 december – Romain Gary, fransk författare, diplomat och filmregissör.
- 4 december – Gösta Cederlund, svensk skådespelare, regissör och teaterledare.
- 20 december – Dagmar Olsson, svensk skådespelerska, sångerska och dansare.

### Fotnoter
1. ↑  Hundra år i Sverige – 1980, Hans Dahlberg, Albert Bonniers, 1999
2. ↑  ”Astrid Lindgren”. http://www.astridlindgren.se/verken/filmerna/filmlista. Läst 21 mars 2011.
3. ↑  IMDB, läst 1 mars 2012
4. ↑  IMDB, läst 1 mars 2012
5. ↑  IMDB, läst 1 mars 2012
6. ↑  IMDB, läst 1 mars 2012
7. ↑  IMDB, läst 1 mars 2012
8. 1 2 3 4 5 6 7   Horisont 1980. Bertmarks